# Streptogyna
Streptogyna is een geslacht uit de grassenfamilie (Poaceae). De soorten van dit geslacht komen voor in Afrika, tropisch Azië, Noord-Amerika en Zuid-Amerika.

## Soorten
Van het geslacht zijn de volgende soorten bekend: 
- Streptogyna americana